# Хайле-Селассие, Йоханнес
Йоханнес Хайле-Селассие (23 февраля 1961, Адиграт, Эфиопия) — эфиопский палеоантрополог.
Йоханнес Хайле Селассие никак не связан с именем эфиопского императора Хайле Селассие. Его фамилия, Хайле-Селассие, является именем его отца.

## Биография
Йоханнес начал свое образование в Аддис-Абебском университете, закончил его летом 1982 года, получив степень бакалавра в области исторических наук. Его первым местом работы был Национальный музей Эфиопии. В 2002 он стал руководителем и председателем отдела физической антропологии Кливлендского музея естественной истории, где работает до сих пор.